# Capcana lupilor (film)
Capcana lupilor (titlul original: în cehă Vlcí jáma) este un film dramatic cehoslovac, realizat în 1958 de regizorul Jiří Weiss, după romanul omonim din 1938 al scriitoarei Jarmila Glazarová, protagoniști fiind actorii Miroslav Doležal, Jiřina Šejbalová, Jana Brejchová și Jaroslav Průcha. 

## Rezumat
Cândva după terminarea primului Război Mondial. Tânăra orfană Jana este adoptată în familia fără copii a medicului veterinar și totodată primar al unui mic orășel, Robert Rýdl și a soției sale mult mai în vârstă, Klára. Fata este recunoscătoare pentru noul cămin, dar treptat simte atmosfera ciudată care domnește în casă. Klára fiind dintr-o familie avută, a adus toate bunurile în căsătorie și își iubește soțul cu o dragoste sufocantă. Suferind emoțional, Robert se îndrăgostește de Jana. Când își dă seama că și fata îi răspunde la dragoste, folosește ocazia unui sejur de afaceri în Opava și astfel fuge de problema de acasă, care i se pare de nerezolvat.
 Jana este nefericită, îi este frică de cele două servitoare răutăcioase și își dă seama de asemenea, de caracterul urât al Klárei, care în exterior pare   a fi amabilă. Cele două femei ale lui Robert, vin să îl viziteze la Opava. Dar există un mare inconvenient când se plimbă prin oraș. Cunoscuții lui Rydl o consideră pe Jana ca soția sa iar pe Klára ca soacră. Robert Rydl fuge din nou, de data aceasta la Praga. O lasă pe Jana singură cu Klára, care s-a îmbolnăvit grav și în cele din urmă moare. Acum Robert este liber, dar comportamentul laș anterior a distrus toată dragostea Janei pentru el. Fata îl părăsește pe Robert imediat după înmormântarea Klárei.

## Distribuție
- Miroslav Doležal – pimarul Robert Rýdl
- Jiřina Šejbalová – Klára Rýdlová
- Jana Brejchová – Jana, fiica lor adoptivă
- Jaroslav Průcha – medicul de familie
- Libuše Freslová – Schillingerová
- Lola Skrbková – servitoarea Petronila
- Alena Kreuzmannová – Gertruda
- Josef Kozák – Frýdecký
- František Holar – Grocer
- Stanislav Langer – deputat în Opava
- Felix Le Breux – președintele Vačkář
- Svatopluk Majer – parlamentarul
- Oldrich Hoblík – șeful magazinului din Opava
- Bohuš Hradil – bărbatul asemănător lui Robert
- Ladislav Gzela – lustruitorul
- Vladimír Navrátil – participant la înmormântare